# Kerry Brown (Sinologe)
Kerry Brown (* 1967) ist ein britischer Sinologe und Publizist.
Er leitet das China Institute am King’s College in London,
ist Associate Fellow des Chatham House London und ist Fellow der Royal Society of Arts.
Kerry Brown gilt als einer der einflussreichsten Kenner Chinas in der westlichen Welt.
Seine Spezialgebiete sind die Geschichte Chinas nach 1949, Chinesische Wirtschaftspolitik, Funktion und Geschichte der Kommunistischen Partei Chinas, Internationale Beziehungen Chinas, die Beziehungen Chinas zum Vereinigten Königreich und zur Europäischen Union, Geschichte und Politik Taiwans, Geschichte und Politik Hongkongs sowie Geopolitik des Fernen Ostens.

## Leben und Karriere

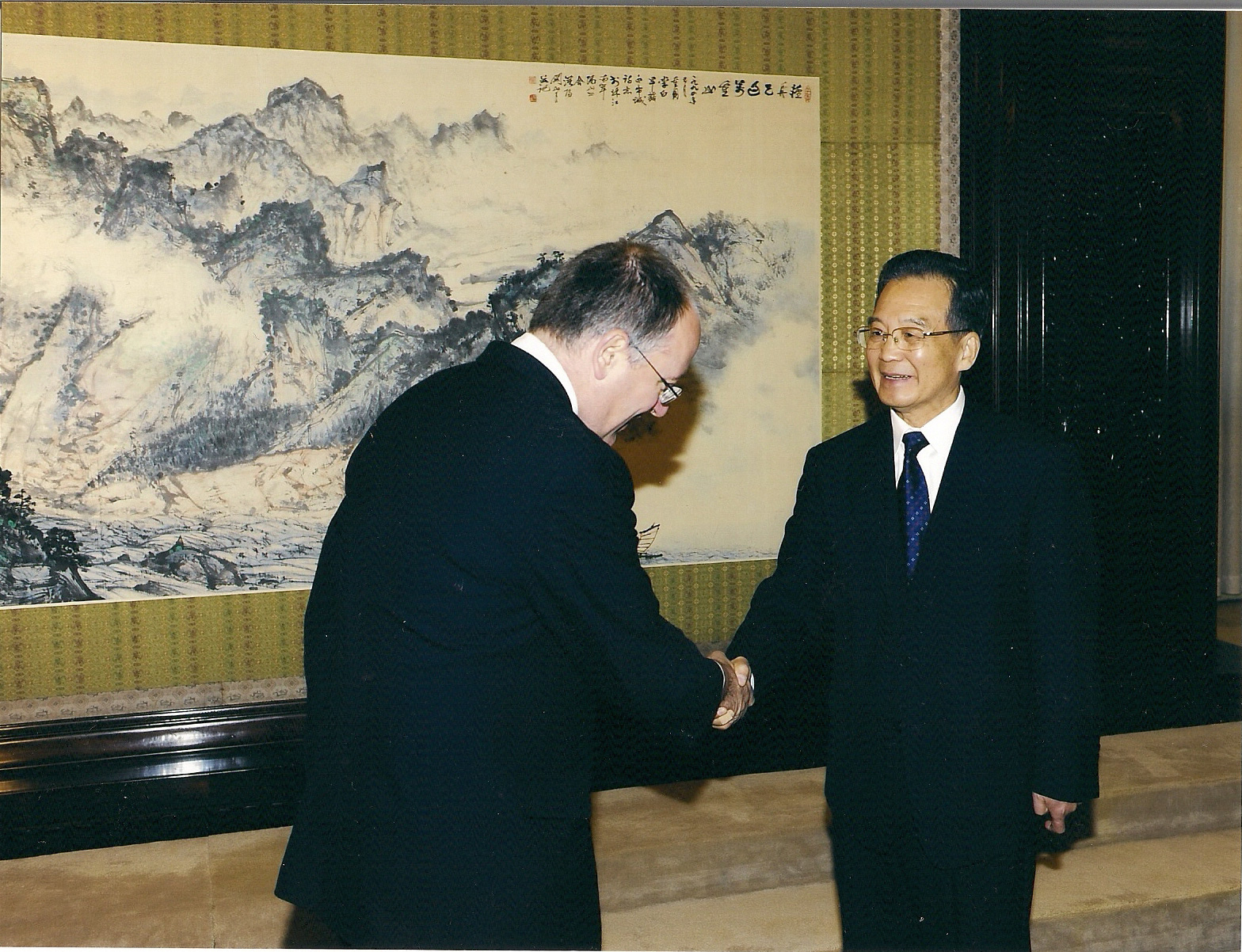
Kerry Brown trifft Wen Jiabao, 2009

Brown schloss ein Studium in Cambridge mit einem MA-Examen ab. Danach unterrichtete er Englisch an einer Schule in Japan und besuchte 1991 zum ersten Mal China. Nach seiner Rückkehr nach London studierte er für ein Jahr Mandarin an der Thames Valley University. Ein Aufbaustudium an der University of Leeds beendete er als Ph. D.
Von 1998 bis 2005 arbeitete er für das Foreign and Commonwealth Office als Erster Sekretär der Britischen Botschaft in Beijing und dann als Leiter der Abteilung Indonesien, Philippinen und Ost-Timor.
Von 2006 bis 2012 war er zunächst Senior Fellow und ist seit 2015 Leiter des Asien-Programms von Chatham House. Ab 2012 war er an der Universität Sydney tätig, wo er bis 2015 am China Studies Centre unterrichtete.
Von 2011 bis 2014 war er außerdem Leiter des Europe China Research and Advice Network (ECRAN) der Europäischen Union.

## Schriften (Auswahl)
- The Cultural Revolution in the Inner Mongolian Region of the People's Republic of China 1966–1969. A Function of Language, Violence and Politics.  2004. (Oriental Cambridge University Inner Asian Studies.) (Zugl. Diss. Leeds.)
- Struggling Giant. China in the 21st Century. Anthem Press, London 2007, ISBN 978-1-84331-278-9.
- The Rise of the Dragon. Inward and Outward Investment in China in the Reform Period 1978–2007. Chandos Publ., 2008, ISBN 978-1-84334-481-0.
- Friends and Enemies. The Past, Present and. Future of the Communist Party of China. 2009.
- China 2020. The Next Decade for the People’s Republic of China. Chandos Publ. 2011. (Chandos Asian Studies Series).
- Hu Jintao: China's Silent Ruler. World Scientific, Singapur 2012, ISBN 978-981-4350-02-0.
- The New Emperors: Power and the Princelings in China. Tauris, London 2014.
- What's Wrong with Diplomacy. The Case of the UK and China. Penguin, Harmondsworth 2015, ISBN 978-0-7343-1056-9
- China's CEO: Xi Jinping. Tauris, London 2016, ISBN 978-1-78453-322-9
- Mit Simone van Nieuwenhuizen: China and the New Maoists. The University of Chicago Press. Zed Books 2016.
- CEO, China: The Rise of Xi Jinping. Tauris, London 2017, ISBN 978-1-78453-877-4
- China's Dream: The Culture of Chinese Communism and the Secret Sources of Its Power. Cambridge, Oxford: Polity 2018. ISBN 978-1-5095-2457-0
- China's World. What Does China Want. Tauris, London 2018.
- Mit Kalley Wu Tzu-hui: The Trouble with Taiwan: History, the United States and a Rising China. Zed Books, London, 2019. ISBN 978-1-78699-521-6
- China. 2020. (Polity histories.) ISBN 978-1-5095-4147-8.

Kerry Brown ist Herausgeber des Berkshire Dictionary of Chinese Biography, Vol. 1–4, 2014–2015 und Mitherausgeber des Journal of Current Chinese Affairs.
Er veröffentlichte Essays über China in Fachjournalen wie Far Eastern Economic Review und International Affairs, für The World Today, The Liberal, FT China online, schrieb für die New York Times, The Guardian, den Daily Telegraph, Australian Financial Review, The Australian, South China Morning Post und verfasste Kommentare für Bloomberg, BBC, CNBC, Al Jazeera u. a.